# Destroy Boys
Destroy Boys — американський панк-рок гурт, створений у 2015 році, Сакраменто, штат Каліфорнія. У 2018 році вони отримали найбільшу кількість голосів у конкурсі Do The Bay на Noise Pop Festival. Їхній другий альбом «Make Room» увійшов до 10 найкращих альбомів Maximumrocknroll 2018 року.

## Історія
Гурт був створений Родітіс і Маюгбою 6 жовтня 2015 року як акустичний проект, передбачаючи, що Родітіс буде грати на барабанах, а Маюгба — співати та грати на гітарі. Їхня назва була взята зі слів, які Маюгба написала на дошці вдома під час періоду проблем у стосунках.  
У 2015 році вони випустили свій дебютний міні-альбом «Mom Jeans» у цифровому форматі з вокалом Родітіс і Маюгбою на акустичній гітарі. Невдовзі мати Найта сказала, що вона не буде продовжувати платити за його уроки гри на барабанах, якщо він не приєднається до гурту, що призвело до того, що він зв’язався з Маюгбою, яку він знав як дитину гітариста гурту Phallucy Сонні Маюгби та вокалістки Skirts Лінн Маюгби. Вона відповіла, надіславши йому їхній EP, який його вразив, що призвело до того, що він приєднався до групи, а Маюгба перейшла на електрогітару.
6 квітня 2016 року вони випустили EP «Grimester», свій перший реліз з Найтом. 
4 лютого 2017 року вони випустили два сингли «Methatonin» і «Gold Medal». Енцо Маласпіна з Mt. Eddy ненадовго приєднався до гурту в 2017 році як бас-гітарист, записавши другий альбом і виступаючи з ними наживо, пізніше після відходу Найта до гурту приєднався його брат Кріс на ударні.
У 2017 році вони були номіновані на нагороди 25-ї церемонії вручення музичних премій Sacramento Area Music Awards у категоріях «Новий виконавець», «Панк/пост-панк» і «Підлітки». 
4 лютого 2018 року вони грали на десятій річниці журналу «Submerge» разом із Sam I Jam, Horseneck і Screature. 
6 квітня 2018 року вони випустили сингли «Crybaby» і «Vixen», приблизно в цей час Родітіс почала грати у гурті на ритм-гітарі. 
У червні 2018 року вони випустили п'ятий сингл «American River» зі свого другого альбому, яку відкрили для Sons of an Illustrious Father на аншлаговому концерті в чиказькому клубі Schubas та виступали для The Regrettes у своєму північноамериканському турі "Come Through".  
27 жовтня вони грали в UC Theatre на Uncool Halloween III з такими гуртами як SWMRS, Bleached, Beach Goons, Mt. Eddy і Small Crush.  
27 вересня вони випустили шостий сингл «Soundproof» зі свого другого альбому «Make Room», інформацію про який вони оголосили одночасно. «Make Room» було випущено 19 жовтня 2018 року з Джої Армстронгом і Крісом Маласпіною, які були на ударних та Коулом Беккером і Енцо Маласпіною були басистами. 
24 січня 2020 року вони випустили сингл «Fences», а 23 квітня 2020 року — «Honey I'm Home». 
17 лютого 2021 року гурт дебютував на Hopeless Records із синглом «Muzzle», який з’явився в їх третьому альбомі «Open Mouth, Open Heart» випущеним 8 жовтня того ж року.

## Музичний стиль і вплив
Музичний стиль гурту був класифікований як панк-рок, гараж-панк, гараж-рок, хардкор-панк, рок-н-рол. Вони посилаються на впливи панк-рок груп 80-х, таких як Operation Ivy, the Misfits, а також на сучасні музичні групи, такі як Dog Party, Uncool Records, Against, The Who, The Garden, Sleater-Kinney, Lady Gaga, Mannequin Pussy, Deftones, the Distillers, Black Sabbath та the Police. 
Газета San Francisco Chronicle описали їх як «Однаково поєднано веселощі та хардкор», а їхнє звучання як «Що б сталося, якби Blondie випадково потрапили на час запису Misfits». Родітіс каже, що найбільше вокально впливав на них Сіуксі Сіу з Siouxsie and the Banshees, Брукс Нільсен з The Growlers і Езра Кеніг з Vampire Weekend.
Незважаючи на їх часті порівняння з феміністичними гуртами такими як Bikini Kill, учасники гурту заперечують будь-які асоціації з ним, кажучи, що вони люблять цей жанр, але їх не слід класифікувати так само лише тому, що вони з жіночою повісткою.

## Склад
Поточній
- Алексія Родітіс — головний вокал (2015—тепер), гітара (2018—тепер)
- Вайолет Маюгба — гітара, бек-вокал (2015—теперішній час)
- Нарсай Малік — ударні (2018—теперішній час)

Колишній
- Ітан Найт — ударні (2015–2018)
- Енцо Маласпіна — бас (2017)
- Кріс Маласпіна — ударні (2017–2018)
- Ейб Каннінгем — ударні (2018)
- Блейк Ейтель — бас (2018)
- Донні Волш — бас (2017; 2018–2019)

## Дискографія
Альбоми
- Sorry, Mom (2016)
- Make Room (2018)
- Open Mouth, Open Heart (2021)

Епізоди
- Mom Jeans (2015)
- Grimester (2016)
- Destroy Boys on Audiotree Live (2019)

Сингли
- "Methatonin" (2017)
- "Gold Medal" (2017)
- "Crybaby" (2018)
- "Vixen" (2018)
- "American River" (2018)
- "Soundproof" (2018)
- "Fences" (2020)
- "Honey I'm Home" (2020)
- "Muzzle" (2021)
- "Drink" (2021)
- "Locker Room Bully" (2021)
- ”All This Love” (2021)
- "Escape" (2021)